# Jūran Hisao
Jūran Hisao (久生十蘭, Hisao Jūran) (6 avril 1902 - 6 octobre 1957) est le nom de plume d'un auteur japonais de littérature populaire de l'ère Shōwa. Jūran Hisao est un pionnier de l'emploi de l'humour noir dans la littérature japonaise. Ses œuvres reflètent avec une habileté exceptionnelle sa connaissance approfondie d'un large éventail de sujets, et vont des contes policiers à l'humour dans des décors à la fois historiques et contemporains. Son véritable nom est Masao Abe (阿部 正雄, Abe Masao).

## Jeunesse
Hisao est natif d'Hakodate dans l'île septentrionale de Hokkaidō. Tout en travaillant pour la branche d'Hakodate du journal Mainichi Shimbun, il compose de la poésie et le théâtre dans ses temps libres.
En 1926, il s'installe à Tokyo, où il convainc le dramaturge Kunio Kishida de l'accepter comme étudiant. En 1929, il se rend à Paris pour étudier la physique (et particulièrement l'optique), et s'informe par la même occasion du théâtre français auprès de l'acteur et metteur en scène Charles Dullin.

## Carrière
De retour au Japon, Jūran Hisao obtient un poste d'assistant metteur en scène avec le Nouveau théâtre de Tsukiji. Cependant, ses centres d'intérêt sont nombreux et il contribue également par des récits au magazine Shinseinen (« Nouvelle jeunesse »). Sa fiction inclut le roman policier sombre Kinrō (« Le Loup doré »), qui lui donne la première occasion d'adopter son nom de plume « Jūran Hisao ». Plusieurs autres ouvrages suivent, et en 1936 on lui offre le poste de chargé de cours sur la théorie du théâtre au département de littérature de l'université Meiji. En 1937, il rejoint la compagnie théâtrale Bungakuza créée par son mentor Kishida. Il commence aussi à traduire en japonais des romans policiers d'auteurs français renommés (dont Gaston Leroux). Le revenu supplémentaire qu'il en tire lui permet d'acheter une maison d'été dans la station balnéaire de Karuizawa de la préfecture de Nagano.
En 1940, Kishida est nommé directeur de la culture pour le parti politique Taisei Yokusankai, et à sa demande, Hisao Hisao écrit une nouvelle, « Le Pilote du village » en 1941. Il est également envoyé au centre de la Chine en 1941 dans le cadre des efforts du parti pour remonter le moral des troupes. Jūran Hisao épouse la nièce de l'épouse de Jirō Osaragi en 1942. En 1943, il est enrôlé dans la Marine impériale japonaise et envoyé dans le Pacifique sud. Il est considéré comme « disparu sur le front » pendant un temps mais rentre sain et sauf à Chōshi dans la préfecture de Chiba en 1944. Il réside à Chōshi en 1946, mais à partir de 1947, il s'installe dans la région de Zaimokuza de Kamakura, préfecture de Kanagawa, où il demeure jusqu'à sa mort.
Sa nouvelle Suzuki Mondō remporte la 11e édition du prix Naoki en 1951,et sa nouvelette Boshizo, parue plus tôt en feuilleton dans le Mainichi Shimbun, lui vaut la première place d'un concours de nouvelles organisé par le New York Herald Tribune en 1955.
Jūran Hisao meurt de cancer de l’œsophage en 1957 à l'âge de 55 ans. Sa tombe se trouve au cimetière Reien Zaimokuza à Kamakura.

## Ouvrages (sélection)
- Nonsharan Dôchûki (ノンシャラン道中記) (Les notes de voyage nonchalantes), roman.
- Koppai Asobi no Domino (骨牌遊びのドミノ), drame, 1928.
- Ôgon Tonsôkyoku (黄金遁走曲) (La fugue dorée), roman, 1935.
- Kinrō (金狼) (Le loup doré), récit, 1936.
- Kuroi Techô (黒い手帳) (Le carnet noir), roman policier, 1937.
- Kyarako san (キャラコさん) (Mademoiselle Caraco), roman, 1939.
- Budô Tsuru no Taba (葡萄蔓の束) (Le bouquet de vignes), récit, 1940.
- Mikasa no Tsuki (三笠の月) (La lune de Mikasa), récit, 1942.
- Bochi Tembōtei (墓地展望亭), récit.
- Bure Shanoanu jiken (ブゥレ・シャノアヌ事件) (L'incident Voulet-Chanoine), 1947, récit.
- Suzuki Mondo (鈴木主水), nouvelle, 1951.
- Boshi zō (母子像) (Portrait d'une mère et de son enfant), nouvelle, 1954, dans La Famille - Anthologie de nouvelles japonaises contemporaines Tome 4 (p. 31-47), nouvelle traduite par Jean-Jacques Tschudin, Éditions du Rocher, 2009.
- Warui nakama (悪い仲間), 1953
- Daikon (だいこん), roman, 1949.
- Jūjigai (十字街) (Le carrefour), roman, 1951.
- Usuyuki Shō (うすゆき抄), roman.
- Hadairo no Tsuki (肌色の月), roman.